# Кейн, Усман Маруф
Усман Маруф Кейн (фр. Ousmane Marouf Kane; род. 23 июля 2001, Гедьявай, Дакар) — сенегальский футболист, полузащитник клуба «Транмир Роверс» и национальной сборной Сенегала.

## Карьера
В 2018 году футболист стал выступать за дакарский клуб «Дуан», вместе с которым единожды стал бронзовым призёром чемпионата. В феврале 2024 года футболист на правах свободного агента перешёл в английский клуб «Транмир Роверс», подписав контракт до конца сезона с опцией продления ещё на год. Дебютировал за клуб футболист 20 апреля 2024 года в матче против клуба «Уимблдон», выйдя на замену на 93 минуте.

## Международная карьера
В августе 2022 года футболист получил вызов в национальную сборную Сенегала для участия в квалификационных матчах чемпионата африканских наций. Дебютировал за сборную 27 августа 2022 года в матче против сборной Гвинеи, выйдя на поле в стартовом составе. В январе 2023 года футболист в составе сборной отправился на основной этап чемпионата африканских наций. В финале 4 февраля 2023 года футболист вместе со сборной в серии пенальти оказался сильнее сборной Алжира, став обладателем чемпионского титула.

## Достижения
Сборная
Сенегал
- Победитель чемпионата африканских наций: 2022